# 2007년 삼성 라이온즈 시즌
2007년 삼성 라이온즈 시즌은 삼성 라이온즈가 KBO 리그에 참가한 26번째 시즌이다. 선동열 감독이 팀을 이끈 3번째 시즌으로, 진갑용이 주장을 맡았다. 팀은 8팀 중 정규시즌 4위에 오르며 11년 연속으로 포스트시즌에 진출했으나 준플레이오프에서 한화 이글스에게 1승 2패로 져 탈락해 최종 4위에 머물렀는데 에이스 배영수가 팔꿈치 수술 때문에 단 한 경기도 등판하지 못한 데다 선발이 5회를 버티지 못하는 현상이 자주 벌어졌고 팀 타율이 0.254로 공동 7위에 머무른 것이 컸다.

## 코치
- 강성우, 김평호, 류중일, 양일환, 이종두, 한대화

## 타이틀
- 아시아 야구 선수권 대회 2위: 선동열(코치), 전병호, 권혁, 박진만
- 야구 월드컵 국가대표: 현재윤
- KBO 골든글러브: 박진만 (유격수), 심정수 (외야수), 양준혁 (지명타자)
- 일구상 최우수선수상: 양준혁
- 제일화재 프로야구대상 대상: 양준혁
- 제일화재 프로야구대상 재기상: 심정수
- 스포츠서울 올해의 투수상: 오승환
- 스포츠서울 올해의 기록상: 양준혁
- 한국갤럽 선정 올해를 빛낸 스포츠스타 10위: 양준혁
- 한국갤럽 선정 가장 좋아하는 야구 구단: 삼성 라이온즈
- 스타뉴스 선정 레전드 올스타: 양준혁 (지명타자)
- OSEN 선정 방출 선수 라인업: 오상민 (2중계), 김대익 (외야수), 김종훈 (외야수)
- 올스타 선발: 박진만 (유격수), 박한이 (외야수), 양준혁 (지명타자)
- 올스타전 추천선수: 브라운, 오승환, 권혁, 진갑용
- 연봉으로 본 올스타: 진갑용 (포수), 박진만 (유격수), 심정수 (좌익수)
- 컴투스프로야구2022 타이틀홀더 라인업: 권혁 (구원투수)
- 타자 WAR: 양준혁 (6.87)
- 공격 WAR: 양준혁 (8.30)
- 수비 WAR: 박진만 (1.65)
- 출장(타자): 신명철 (126)
- 출장(야수): 신명철 (126)
- 타석: 박한이 (559)
- 실질타석: 박한이 (550)
- 타수: 박한이 (479)
- 2루타: 양준혁 (34)
- 홈런: 심정수 (31)
- 루타: 양준혁 (249)
- 타점: 심정수 (101)
- 마무리등판: 오승환 (58)
- 세이브: 오승환 (40)
- 세이브포인트: 오승환 (44)
- 장타: 양준혁 (56)
- 타석 당 피투구수: 심정수 (4.38)
- 추정득점: 양준혁 (105.3)

### 퓨처스리그
- 퓨처스 올스타전 MVP: 채태인
- 퓨처스 올스타: 차우찬, 유용목, 이로운, 채태인
- 출장(타자): 모상기 (90)
- 남부리그 타석: 모상기 (357)
- 남부리그 타수: 모상기 (307)
- 남부리그 타율: 이로운 (0.339)
- 남부리그 출루율: 모상기 (0.434)
- 남부리그 안타: 모상기 (88)
- 남부리그 1루타: 유용목 (63)
- 남부리그 3루타: 김종호 (4)
- 남부리그 타점: 모상기 (58)
- 남부리그 도루: 양영동 (24)
- 남부리그 완투: 김문수 (1)
- 남부리그 다승: 곽동훈 (9)
- 남부리그 이닝: 곽동훈 (120)
- 남부리그 상대한 타자 수: 곽동훈 (517)

## 선수단
- 선발투수: 브라운, 매존, 전병호, 임창용, 윌슨
- 구원투수: 안지만, 윤성환, 권혁, 조현근, 김문수, 오상민, 권오준, 권오원, 정현욱, 백정현, 임동규, 차우찬
- 마무리투수: 오승환, 김기태
- 포수: 진갑용, 이정식, 현재윤, 손승현
- 1루수: 채태인, 김한수, 조영훈
- 2루수: 신명철, 박종호, 이로운
- 유격수: 박진만, 강명구
- 3루수: 김재걸, 유용목, 조동찬, 박정환
- 좌익수: 심정수, 이태호, 김종훈
- 중견수: 박한이, 김창희
- 우익수: 강봉규
- 지명타자: 양준혁, 김동욱, 김대익

## 여담
- 시즌 전 해외파 특별 드래프트에서 채태인을 지명했다.
- 홈구장인 대구시민운동장 야구장의 애스트로 터프를 필드 터프로 교체했다.
- 경기도 용인에 재활군을 위한 삼성 트레이너 센터를 건립했다.
- 양준혁은 이 시즌에 KBO 리그 사상 최초로 KBO 리그 통산 2000안타를 달성했으며, 최초로 통산 공격 WAR 100을 넘겼다.
- 매존은 홈경기에서 9개의 희생플라이를 허용하여 KBO 리그 역대 단일 시즌 홈경기 최다 기록을 세웠다.

## 같이 보기
- 2003년 삼성 라이온즈 시즌
- 2008년 삼성 라이온즈 시즌